# Grylloblattodea
Grylloblattodea is een onderorde van insecten waarvan de eerste vertegenwoordiger (Grylloblatta campodeiformis) pas in 1913 werd ontdekt in de Rocky Mountains in Canada. De groep wordt samen met de Mantophasmatidae tot de orde Notoptera gerekend.
Het is een kleine groep van extremofiele insecten. Qua uiterlijk lijken ze op een kruising tussen een sprinkhaan en een oorworm. Ze hebben samengestelde ogen en eenvoudige monddelen.

## Leefwijze
Deze 1,2 tot 3 cm lange, vleugelloze insecten kunnen alleen leven onder extreme omstandigheden in koude berggebieden in Noord-Amerika, Oost-Azië en Japan; voornamelijk aan de randen van gletsjers. De meeste soorten sterven bij temperaturen boven de 10 °C; een enkele soort verdraagt temperaturen tot 16 °C. De dieren zijn nachtactief en voeden zich met dode of gewonde dieren, maar ook mossen en ander plantaardig materiaal staan op hun menu. Ze ondergaan een onvolledige gedaanteverwisseling.

## Voortplanting
Door de leefwijze in koude omgevingen duurt de levenscyclus van deze dieren erg lang. Na de paring, waarbij het vrouwtje het mannetje opeet, duurt het enkele maanden tot een jaar totdat de eieren gelegd worden. Dan duurt het nog een jaar voordat de nimfen uit het ei kruipen. De nimfen vervellen in het eerste jaar driemaal, en in de jaren daarna nog enkele malen. De volwassen dieren leven uiteindelijk nog 1-2 jaar.

## Verspreiding en leefgebied
Deze dieren komen voor in de koudere streken van het noordelijk halfrond in grotten en rottend hout.

## Taxonomie
- onderorde Grylloblattina
  - familie Archiprobnidae †
  - familie Bajanzhargalanidae †
  - familie Blattogryllidae †
  - familie Geinitziidae †
  - familie Gorochoviidae †
  - familie Grylloblattidae Walker 1914
  - familie Havlatiidae † Kukalova 1964
  - familie Ideliidae †
  - familie Idelinellidae †
  - familie Kortshakoliidae †
  - familie Liomopteridae † Sellards 1909
  - familie Madygenophlebiidae †
  - familie Megakhosaridae †
  - familie Mesorthopteridae †
  - familie Neleidae †
  - familie Permotermopsidae †
  - familie Protoblattinidae † Meunier 1909
  - familie Skaliciidae † Kukalova 1964
  - familie Stegopteridae †
  - familie Tomiidae †
  - familie Tunguskapteridae †
- onderorde Lemmatophorina †
  - familie Atactophlebiidae †
  - familie Daldubidae †
  - familie Euryptilonidae †
  - familie Lemmatophoridae † Sellards 1909
  - familie Pinideliidae † Storozhenko 1997
  - familie Aliculidae †
  - familie Camptoneuritidae †
  - familie Chelopteridae † Carpenter 1950
  - familie Demopteridae † Carpenter 1950
  - familie Euremiscidae †
  - familie Jabloniidae † Kukalova 1964
  - familie Mesojabloniidae † Storozhenko 1992
  - familie Oecanthoperlidae †
  - familie Permembiidae †
  - familie Probnidae † Sellards 1909
  - familie Protembiidae †
  - familie Protoperlidae †
  - familie Raaschiidae † Beckemeyer 2004
  - familie Sheimiidae †
  - familie Sojanoraphidiidae †
  - familie Sylvabestiidae †
  - familie Sylvaphlebiidae †
  - familie Sylvardembiidae †
  - familie Tillyardembiidae †
  - familie Tshekardominidae †
  - familie Visheriferidae †

Families incertae sedis:
- Epideigmatidae † Handlirsch 1911

(synoniem = Paraphenopteridae Béthoux, Nel, Lapeyrie & Gand 2005)
(syn. = Phenopteridae Carpenter 1950)
- Juraperlidae † Huang, D.Y. & Nel 2007
- Plesioblattogryllidae † Huang, D.Y., Nel & Petrulevicius 2008

Geslachten incertae sedis:
- Aibolitus †
- Gurianovella
- Lodevopterum † Béthoux, Nel, Lapeyrie & Gand, 2005
- Sigmophlebia † Béthoux & Beckemeyer, 2007
- Sylvaclinicus † Aristov, 2004
- Sylvamicropteron Aristov, 2004
- Sylvanonympha
- Termoides
- Tshekardites † Aristov, 2004
- Uralotermes † Zalessky, 1937